# Shawn McConnell
Shawn McConnell ist ein US-amerikanischer Schauspieler.

## Leben
McConnell debütierte 2011 als Schauspieler in einer Episode der Fernsehserie The Doctors und dem Kurzfilm Shenanigans. In den nächsten Jahren folgten weitere Besetzungen in verschiedenen Kurzfilmen. 2018 spielte er im Fernsehfilm Tomb Invader die Rolle des Bennie Blum. Der Film gilt als Mockbuster zu Tomb Raider aus demselben Jahr. Er mimt dort den Freund der Hauptprotagonistin Alabama „Ally“ Channing, gespielt von Gina Vitori, der im Verlauf der Handlung stirbt. 2019 folgten Episodenrollen in der Fernsehdokuserie Buried in the Backyard – Mord verjährt nicht und der Fernsehserie Grey’s Anatomy. 2020 übernahm er im Kurzfilm Dolorem mit der Rolle des Barod eine der Hauptrollen. Der Film wurde unter anderem am 2. Juli 2020 auf dem Speculative Film Festival aufgeführt.

## Filmografie (Auswahl)
- 2011: The Doctors (Fernsehserie, Episode 4x10)
- 2011: Shenanigans (Kurzfilm)
- 2014: Ain’t Easy (Kurzfilm)
- 2015: No More Chances (Kurzfilm)
- 2016: The Exorcist Comic-Con Stunt (Kurzfilm)
- 2016: Tinder Loving Care (Kurzfilm)
- 2017: You Can Do Better (Fernsehserie, Episode 2x06)
- 2017: My Crazy Ex (Fernsehserie)
- 2017: Alyce Searches (Kurzfilm)
- 2018: Tomb Invader (Fernsehfilm)
- 2018: IV Hush (Kurzfilm)
- 2018: Street Basketball (Kurzfilm)
- 2018: Dance Dance Dance (Kurzfilm)
- 2019: Buried in the Backyard – Mord verjährt nicht (Buried in the Backyard, Fernsehdokuserie, Episode 2x03)
- 2019: Grey’s Anatomy (Fernsehserie, Episode 16x01)
- 2020: Dolorem (Kurzfilm)